# Waynokiops dentatogriphus
Waynokiops dentatogriphus is een haft uit de familie Baetidae. De wetenschappelijke naam van de soort is voor het eerst geldig gepubliceerd in 2010 door Hill, Pfeiffer & Jacobus.
De soort komt voor in het Nearctisch gebied.